# Szarvaskend
Szarvaskend község Vas vármegyében, a Körmendi járásban.

## Neve
A falu neve a 10. századi Kond vezér szálláshelyének emlékét őrzi, Kond nemzetségének totemállata ugyanis a szarvas volt.

## Fekvése
A Kemeneshát  és a Vasi-Hegyhát (Őrség) találkozásánál, Körmendtől 6 kilométerre délkeletre fekszik. Déli irányból a 7462-es út vezet a településre, központján kelet-nyugati irányban a 7445-ös út húzódik végig; közigazgatási területének déli szélét érinti a 7441-es út is.
A szomszédos falvak: nyugaton 1,5 kilométerre Nagymizdó, keleten 2,5 kilométerre Döbörhegy és északkeleten 2,9 kilométerre Döröske.

## Története
A falu legkorábbi ismert okleveles említése 1236-ból származik. 

## Közélete

### Polgármesterei
- 1990–1994: Dr. Ley Ferenc (független)[3]
- 1994–1998: Szabó Tibor (független)[4]
- 1998–2002: Szabó Tibor (független)[5]
- 2002–2006: Hegedűs Balázs (független)[6]
- 2006–2010: Hegedűs Balázs (független)[7]
- 2010–2014: Dr. Major Katalin (független)[8]
- 2014–2019: Dr. Major Katalin (független)[9]
- 2019–2024: Dr. Major Katalin (független)[10]
- 2024– : Somogyi Nikolett Viola (független)[1]

## Népesség
A település népességének változása:
| Lakosok száma | 208  | 201  | 199  | 211  | 206  | 201  | 206  |
|               | 2013 | 2014 | 2015 | 2021 | 2022 | 2023 | 2024 |

A 2011-es népszámlálás során a lakosok 92,5%-a magyarnak, 0,5% szerbnek mondta magát (7,5% nem nyilatkozott; a kettős identitások miatt a végösszeg nagyobb lehet 100%-nál). A vallási megoszlás a következő volt: római katolikus 50,7%, református 2,8%, evangélikus 32,9%, felekezet nélküli 1,9% (11,3% nem nyilatkozott).
2022-ben a lakosság 93,7%-a vallotta magát magyarnak, 2,4% németnek, 0,5% cigánynak, 0,5% szerbnek, 3,9% egyéb, nem hazai nemzetiségűnek (5,8% nem nyilatkozott; a kettős identitások miatt a végösszeg nagyobb lehet 100%-nál). Vallásuk szerint 38,3% volt római katolikus, 28,6% evangélikus, 2,4% református, 2,9% egyéb katolikus, 9,2% felekezeten kívüli (18,4% nem válaszolt).

## Nevezetességei
- Barokk stílusú Sarlós Boldogasszony római katolikus templom.
- Klasszicista stílusú Sibrik-kúria.
- A szőlőhegyeken hangulatos népi pincék és présházak.

## Külső hivatkozások
- A falu honlapja
- Szarvaskend az utazom.com honlapján